# Morti nel 1965/Giugno
| Questa pagina contiene informazioni ricavate automaticamente dalle voci biografiche con l'ausilio del template Bio e di un bot. L'aggiornamento è periodico e automatico e ricostruisce completamente la pagina. Se manca una persona in questa lista, sei pregato di non aggiungerla, ma accertati piuttosto che la sua voce biografica contenga il template Bio e che i dati anagrafici siano correttamente compilati. Se il template Bio manca, inseriscilo tu stesso o, in alternativa, metti l'avviso {{tmp\|Bio}} che ne segnala la mancanza. Se i dati riportati sono sbagliati, correggi direttamente la voce biografica; le modifiche saranno visibili in questa lista entro pochi giorni. Per chiarimenti vedi il progetto biografie. La lista contiene solo le 80 persone che sono citate nell'enciclopedia e per le quali è stato implementato correttamente il template Bio. Pagina aggiornata al 3 mar 2024. |

- 1º giugno - Mario De Micheli, calciatore italiano (n. 1907)
- 1º giugno - Curly Lambeau, allenatore di football americano e giocatore di football americano statunitense (n. 1898)
- 1º giugno - Manfredi Polverosi, tenore italiano (n. 1882)
- 1º giugno - Hellmut von der Chevallerie, generale tedesco (n. 1896)
- 2 giugno - Nannie Doss, serial killer statunitense (n. 1905)
- 2 giugno - Jens Hundseid, politico norvegese (n. 1883)
- 2 giugno - Albert Michotte, psicologo belga (n. 1881)
- 3 giugno - Elof Ahrle, attore e regista svedese (n. 1900)
- 3 giugno - Carl Oberg, generale tedesco (n. 1897)
- 3 giugno - Hjalmar Riiser-Larsen, esploratore e aviatore norvegese (n. 1890)
- 3 giugno - Max Volmer, chimico e fisico tedesco (n. 1885)
- 4 giugno - Sigmund Mowinckel, biblista norvegese (n. 1884)
- 5 giugno - Guglielmo di Svezia, principe svedese (n. 1884)
- 5 giugno - Harry Babcock, astista statunitense (n. 1890)
- 5 giugno - Eleanor Farjeon, scrittrice e poetessa britannica (n. 1881)
- 5 giugno - Vincenzo Velardi, generale e aviatore italiano (n. 1894)
- 7 giugno - Richard Billinger, drammaturgo, poeta e scrittore austriaco (n. 1890)
- 7 giugno - Judy Holliday, attrice statunitense (n. 1921)
- 7 giugno - Giuseppe Isnardi, storico, geografo e educatore italiano (n. 1886)
- 7 giugno - Phil Jordon, cestista statunitense (n. 1933)
- 7 giugno - Giorgio Zampori, ginnasta italiano (n. 1887)
- 8 giugno - Erik Chisholm, compositore, direttore d'orchestra e pianista scozzese (n. 1904)
- 8 giugno - Edmondo Rossoni, sindacalista, giornalista e politico italiano (n. 1884)
- 9 giugno - Giovanni Carrara, politico italiano (n. 1885)
- 9 giugno - Harold Hardman, calciatore inglese (n. 1882)
- 9 giugno - Peter Kemp, nuotatore e pallanuotista britannico (n. 1877)
- 10 giugno - Armanno Favalli, calciatore italiano (n. 1939)
- 10 giugno - Georg Misch, filosofo tedesco (n. 1878)
- 11 giugno - José Mendes Cabeçadas, ammiraglio e politico portoghese (n. 1883)
- 12 giugno - Giuseppe Rossetti, calciatore italiano (n. 1899)
- 13 giugno - Martin Buber, filosofo, teologo e pedagogista austriaco (n. 1878)
- 13 giugno - Helen Gordon-Lennox, nobildonna britannica (n. 1886)
- 13 giugno - Guido Guerrini, compositore italiano (n. 1890)
- 13 giugno - Vittorio Pugliese, politico italiano (n. 1905)
- 14 giugno - Zoltán Kemény, scultore ungherese (n. 1907)
- 14 giugno - Mario Reviglione, pittore e incisore italiano (n. 1883)
- 15 giugno - Steve Cochran, attore statunitense (n. 1917)
- 15 giugno - Maurice Monney-Bouton, canottiere francese (n. 1892)
- 15 giugno - Arnaldo Nebbia, calciatore italiano (n. 1906)
- 16 giugno - Günther Haack, attore tedesco (n. 1929)
- 17 giugno - Guglielmo Emanuel, giornalista e antifascista italiano (n. 1879)
- 17 giugno - Hilario López, calciatore messicano (n. 1907)
- 17 giugno - Motilal, attore indiano (n. 1910)
- 17 giugno - Manuel Vidal Hermosa, calciatore spagnolo (n. 1901)
- 18 giugno - Julius Bissier, pittore tedesco (n. 1893)
- 18 giugno - Marco Diener, nuotatore e pallanuotista francese (n. 1913)
- 19 giugno - Edmondo Cione, storico della filosofia, politico e critico letterario italiano (n. 1908)
- 19 giugno - Ruth Goetz, sceneggiatrice tedesca (n. 1886)
- 19 giugno - Franz Kruckenberg, ingegnere tedesco (n. 1882)
- 19 giugno - Leonid Michajlovič Poljakov, architetto sovietico (n. 1906)
- 19 giugno - Adriano Rimoldi, attore italiano (n. 1912)
- 20 giugno - Bernard Baruch, imprenditore e politico statunitense (n. 1870)
- 21 giugno - Henry Weed Fowler, zoologo statunitense (n. 1878)
- 22 giugno - Roberto Iras Baldessari, pittore e incisore italiano (n. 1894)
- 22 giugno - David O. Selznick, produttore cinematografico e sceneggiatore statunitense (n. 1902)
- 23 giugno - Mary Boland, attrice statunitense (n. 1880)
- 23 giugno - Carlo Carcano, allenatore di calcio e calciatore italiano (n. 1891)
- 23 giugno - Ugo Sartirana, ingegnere e politico italiano (n. 1901)
- 24 giugno - Antonio Di Donato, sindacalista e politico italiano (n. 1896)
- 25 giugno - Cyril Alden, pistard britannico (n. 1887)
- 25 giugno - Hans Krahe, linguista tedesco (n. 1898)
- 25 giugno - Bertil Lindblad, astronomo svedese (n. 1895)
- 26 giugno - Reginald Beckwith, attore britannico (n. 1908)
- 26 giugno - Peter Yoshiro Saeki, giurista e teologo giapponese (n. 1871)
- 26 giugno - Odoardo Spadaro, cantautore, attore e cabarettista italiano (n. 1893)
- 26 giugno - Frederick Toms, canottiere canadese (n. 1885)
- 26 giugno - Berthold Ullman, latinista, saggista e critico letterario statunitense (n. 1882)
- 27 giugno - Albert Henderickx, calciatore belga (n. 1900)
- 27 giugno - Harry Porter, altista statunitense (n. 1882)
- 27 giugno - André Rey, psicologo svizzero (n. 1906)
- 27 giugno - Anthony Veiller, sceneggiatore e produttore cinematografico statunitense (n. 1903)
- 28 giugno - Romolo Corona, compositore, produttore discografico e editore italiano (n. 1893)
- 28 giugno - Lavinia Mazzucchetti, germanista, critica letteraria e traduttrice italiana (n. 1889)
- 28 giugno - Ottavio Pastore, giornalista e politico italiano (n. 1887)
- 29 giugno - Pietro Adinolfi, politico, avvocato e giornalista italiano (n. 1884)
- 29 giugno - Eric Backman, mezzofondista svedese (n. 1896)
- 29 giugno - Ernst Bernhard, psicoanalista, pediatra e astrologo tedesco (n. 1896)
- 30 giugno - Bessie Barriscale, attrice statunitense (n. 1884)
- 30 giugno - John Gaddum, farmacologo britannico (n. 1900)
- 30 giugno - William Dudley Pelley, politico, giornalista e scrittore statunitense (n. 1890)